# 擬燕鸌屬
擬燕鸌屬（學名:Pseudobulweria），又名钩嘴圆尾鹱属，是鸌科之下其中一個海鳥的屬。本屬物種過往長期保留在圓尾鸌屬，儘管無論是在形態學上或透過线粒体DNA cytochrome b核酸序列分析的比對都顯示兩者有明顯的差異。而且相對於圓尾鸌屬，本屬物種其實更為接近其他中等體型的同科物種。

## 物種

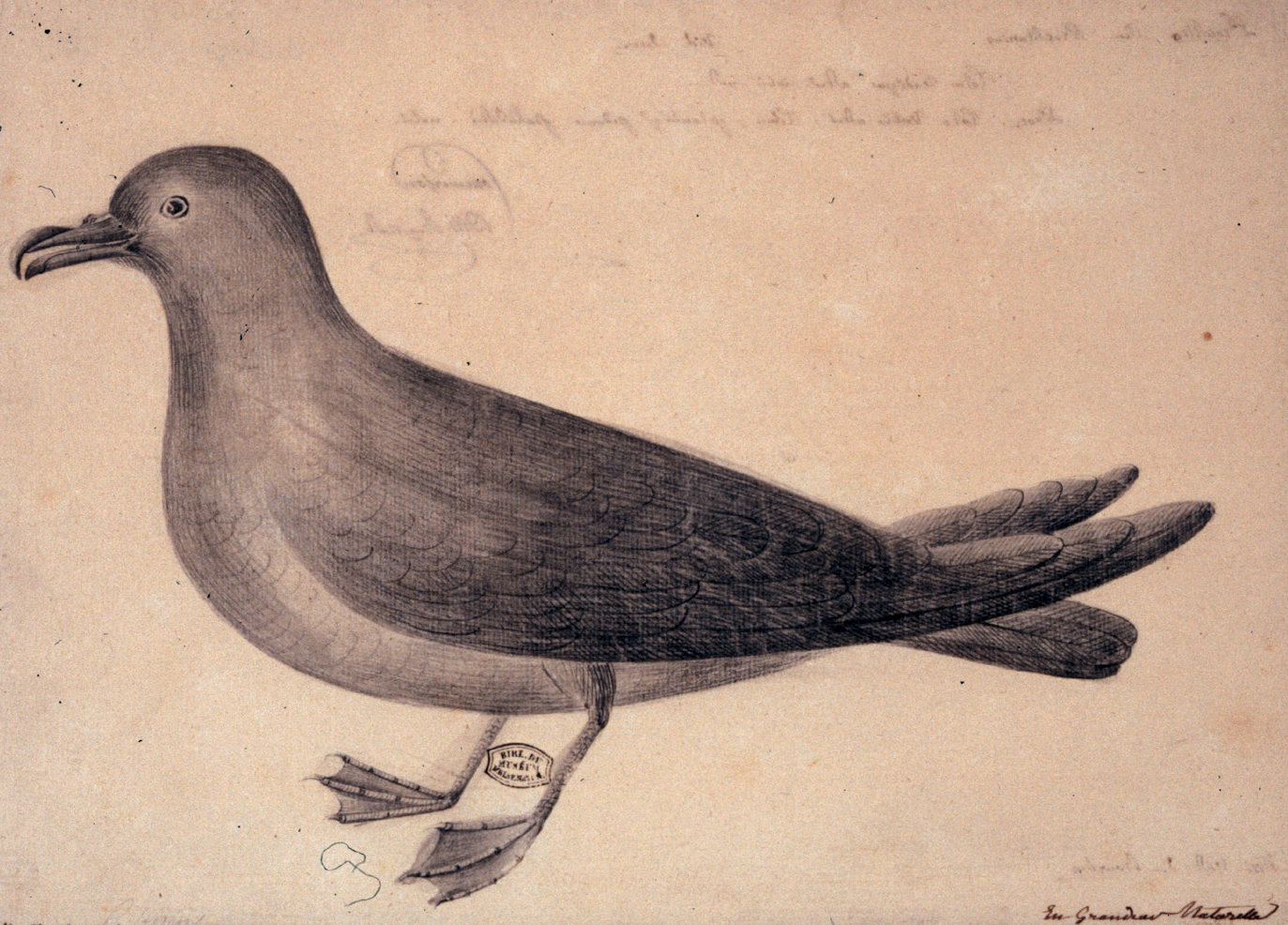
an illustration of the Mascarene petrel from 1771

- 黑圆尾鹱 Pseudobulweria aterrima
- 贝氏圆尾鹱（英语：Beck's petrel） Pseudobulweria becki
- 斐济圆尾鹱 Pseudobulweria macgillivrayi
- 钩嘴圆尾鹱 Pseudobulweria rostrata
- 大聖赫勒拿島海燕 Pseudobulweria rupinarum：估計已於16世紀初绝灭